# Ólafur Ragnar Grímsson
Ólafur Ragnar Grímsson (; n. 14 mai 1943, Ísafjörður, Westfjords⁠(d), Islanda) este un politician islandez. Este al cincilea Președinte al Islandei.